# Bjørn Puggaard-Müller
Bjørn Puggaard-Müller f. Müller (født 13. marts 1922 i Gentofte, død 13. maj 1989) var en dansk skuespiller.
Elev ved Vennelyst Teater i Århus med debut 1940. Derefter turneer og ansættelse ved forskellige københavnske teatre.
Direktør for Charlottenlund Revyen 1947-1948 og for Helsingør Revyen 1958-1961 samt 1965-1966.
På tv har han blandt andet medvirket i serien Een stor familie.
Begravet på Ordrup Kirkegård.

## Udvalgt filmografi
- Panik i familien – 1945
- Sikken en nat – 1947
- Dorte – 1951
- To minutter for sent – 1952
- Kongeligt besøg – 1954
- I kongens klær – 1954
- Kristiane af Marstal – 1956
- Natlogi betalt – 1957
- Sønnen fra Amerika – 1957
- Tre piger fra Jylland – 1957
- Det lille hotel – 1958
- Pigen og vandpytten – 1958
- Pigen i søgelyset – 1959
- Soldaterkammerater rykker ud – 1959
- Vi er allesammen tossede – 1959
- Skibet er ladet med – 1960
- Baronessen fra benzintanken – 1960
- Eventyr på Mallorca – 1961
- Gøngehøvdingen – 1961
- Støv på hjernen – 1961
- Den grønne elevator – 1961
- Prinsesse for en dag – 1962
- Soldaterkammerater på sjov – 1962
- Han, hun, Dirch og Dario – 1962
- Frøken April – 1963
- Vi har det jo dejligt – 1963
- Når enden er go' – 1964
- Alt for kvinden – 1964
- Slottet – 1964
- Næsbygaards arving – 1965
- Een pige og 39 sømænd – 1965
- En ven i bolignøden – 1965
- Min søsters børn – 1966
- Dyden går amok – 1966
- Flagermusen (film) – 1966
- Gys og gæve tanter – 1966
- Utro – 1966
- Soyas tagsten – 1967
- Jeg - en marki – 1967
- Det er ikke appelsiner - det er heste – 1967
- Smukke Arne og Rosa – 1967
- Min kones ferie – 1967
- Min søsters børn på bryllupsrejse – 1967
- Martha – 1967
- Far laver sovsen – 1967
- I den grønne skov – 1968
- Jeg elsker blåt – 1968
- Jeg - en kvinde 2 – 1968
- Min søsters børn vælter byen – 1968
- Olsen-banden – 1968
- Stormvarsel – 1968
- Det var en lørdag aften – 1968
- Mig og min lillebror og storsmuglerne – 1968
- Der kom en soldat – 1969
- Olsen-banden på spanden – 1969
- Sonja - 16 år – 1969
- Ta' lidt solskin – 1969
- Nøglen til Paradis – 1970
- Hurra for de blå husarer – 1970
- Rend mig i revolutionen – 1970
- Christa – 1970
- Ballade på Christianshavn – 1971
- Tandlæge på sengekanten – 1971
- Den forsvundne fuldmægtig – 1971
- Rektor på sengekanten – 1972
- Motorvej på sengekanten – 1972
- På'en igen Amalie – 1973
- Romantik på sengekanten – 1973
- I Jomfruens tegn – 1973
- I Adams verden – 1973
- Familien Gyldenkål – 1975
- Julefrokosten – 1976
- Sømænd på sengekanten – 1976
- Hopla på sengekanten – 1976
- Affæren i Mølleby – 1976
- Spøgelsestoget – 1976
- Pas på ryggen, professor – 1977
- Skytten – 1977
- Fængslende feriedage – 1978
- Firmaskovturen – 1978
- Olsen-banden går i krig – 1978
- Det parallelle lig – 1982
- Kurt og Valde – 1983
- Mord i Paradis – 1988